# Roger Manners, 5. Earl of Rutland

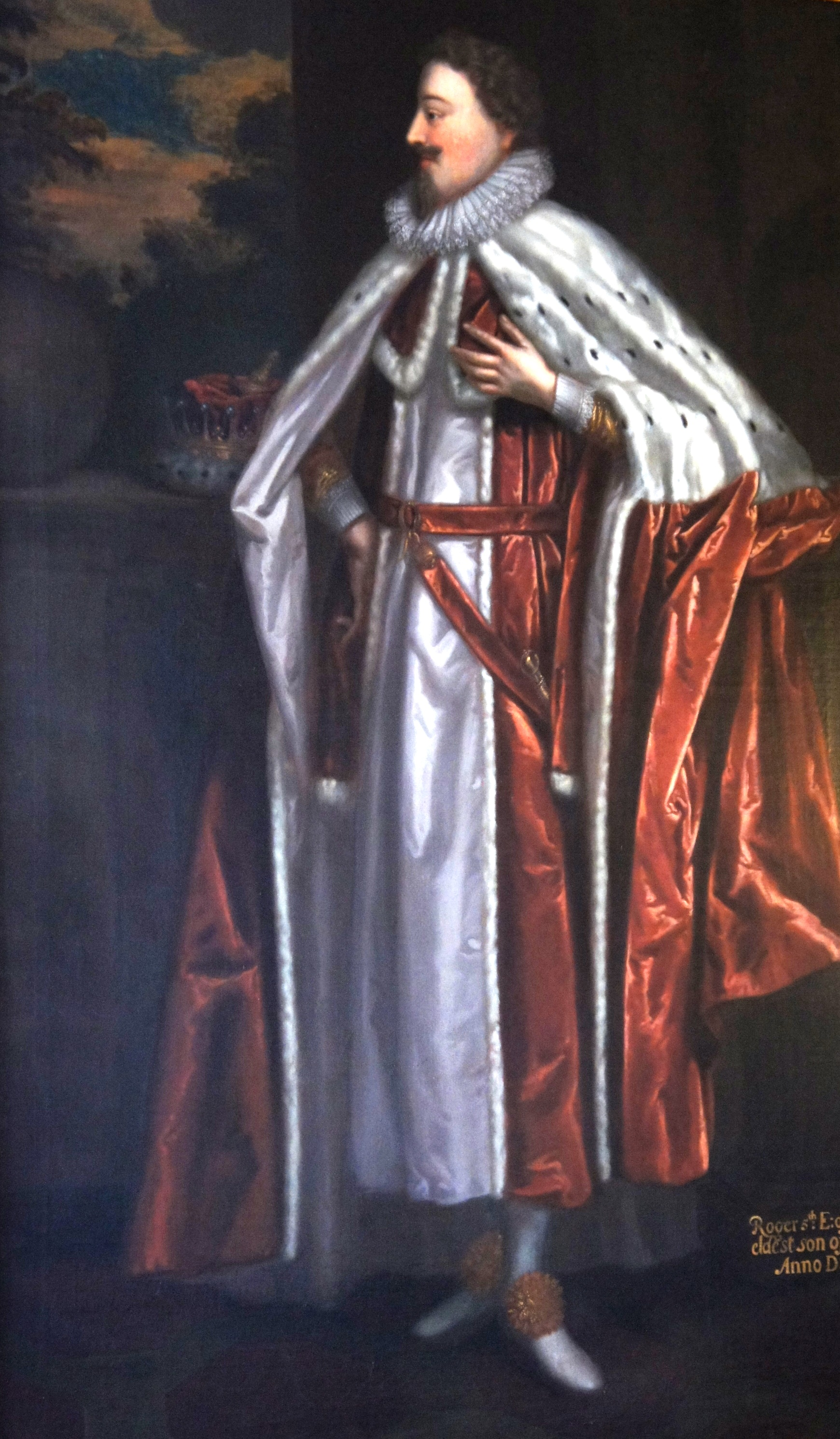
Roger Manners, 5. Earl of Rutland

Roger Manners, 5. Earl of Rutland (* 6. Oktober 1576; † 26. Juni 1612 in Cambridge, England) war ein englischer Adliger, der in elisabethanischer Zeit als Patron der Künste wirkte.

## Leben
Er war der älteste Sohn von John Manners, 4. Earl of Rutland (um 1559–1588) aus dessen Ehe mit Elizabeth Charlton, Tochter des Francis Charlton, Gutsherr von Apley Castle in Shropshire. Manners studierte am Queens’ College der Universität Cambridge. In Cambridge führte er das Leben eines Adligen aus reichem Haus, hatte einen Diener und ging zur Jagd. Beim Tod seines Vaters erbte er 1588 dessen Titel als Earl of Rutland. 1590 folgte er seinem Tutor John Jegon ans Corpus Christi College, wo er im Februar 1595 sein Studium als Master of Arts abschloss. 1596 eine Europareise (Grand Tour) über Paris und die Schweiz nach Italien, wo er sich an der Universität Padua einschrieb. 1598 wurde er am Gray’s Inn in London als Rechtsanwalt zugelassen.
Er wurde ein enger Freund des Admirals und Lord Lieutenant of Ireland Robert Devereux, 2. Earl of Essex. Im Juni und August 1597 nahm er an dessen Expedition teil, mit der im Rahmen des Englisch-Spanischen Krieges (1585–1604) erfolglos versucht wurde, die Azoren zu besetzen und dort die spanische Silberflotte abzufangen. 1599 nahm er kurzzeitig als Oberst der Infanterie an Essex’ Militärunternehmen in Irland teil. Essex schlug ihn dort am 30. Mai 1599 zum Knight Bachelor. Im Juni 1599 war er wieder in England und er erhielt im Juli 1599 auch einen Abschluss als Master of Arts der Universität Oxford. Er schloss sich dann der Truppe von Henry Percy, 9. Earl of Northumberland, die die Niederlande im Achtzigjährigen Krieg gegen Spanien unterstützte. 1600 war er Konstabel im Nottingham Castle und Stewart des Sherwood Forest. Da er 1601 an der Essex’ Verschwörung gegen Königin Elisabeth beteiligt war, wofür dieser im Februar 1601 hingerichtet wurde, wurde auch Manners im Tower of London inhaftiert. Er gab sich reumütig und wurde nach eingehendem Verhör gegen Zahlung von 30.000 Pfund entlassen. Unter Elisabeths Nachfolger Jakob I. war er wieder in Gunst. Seine Finanzen erholten sich, als er 1603 die Aufsicht über Birkwood Park in Yorkshire und Clipstone Castle in Northamptonshire erhielt. Von Juni bis August 1603 führte er eine Gesandtschaft nach Dänemark zu König Christian IV. an, um diesem den Hosenbandorden zu überbringen, der diesem durch den englischen König verliehen worden war, und den englischen König (dessen Frau Anna eine Schwester Christians IV. war) bei der Taufe von dessen Sohn zu vertreten. Im selben Jahr wurde er Lord Lieutenant von Lincolnshire und High Stewart von Grantham. 1609 wurde er auch High Stewart von Long Bennington und Mansfield.
Manners wurde von seinen Zeitgenossen als Mann von hohen Talenten gerühmt, war mit vielen Literaten befreundet und besuchte häufig die Theater in London, genauso wie sein enger Freund Henry Wriothesley, 3. Earl of Southampton. Er soll auch den Architekten (und Organisator von höfischen Maskenspielen) Inigo Jones bei Hof eingeführt haben.
1599 heiratete er Elizabeth Sidney (1584–1612), die Tochter des Höflings und Dichters Sir Philip Sidney und Enkelin von Sir Francis Walsingham. Das Paar blieb kinderlos. Nach Manners frühem Tod mit 35 Jahren fiel sein Adelstitel an seinen jüngeren Bruder Francis Manners (1578–1632). Einige Quellen mutmaßen, dass Manners von seiner Frau Elisabeth vergiftet worden sei. Er liegt in der Kirche der St. Mary the Virgin in Bottesford in Leicestershire begraben. Seine Frau, die kurz nach ihm starb, liegt dagegen bei ihrem Vater Philip Sidney begraben.
Briefe von Manners sind im Familienbesitz erhalten.
Gelegentlich ist Manners als Kandidat in der Urheberschaftsdebatte um William Shakespeare genannt worden. Dabei wird neben seinem eifrigen Theaterbesuch z. B. angeführt, dass er in Padua Kommilitonen mit Namen Rosencrantz und Guildenstern hatte.